# Motore Renault Type F
La denominazione Type F (F sta per fonte), si riferisce a una serie di motori ad accensione comandata e motori Diesel realizzati dal 1982 al 2016 dalla casa automobilistica francese Renault. A partire dal 2012, viene prodotto su licenza dalla giapponese Suzuki, che lo utilizzava già dal 2005.

## Caratteristiche e versioni

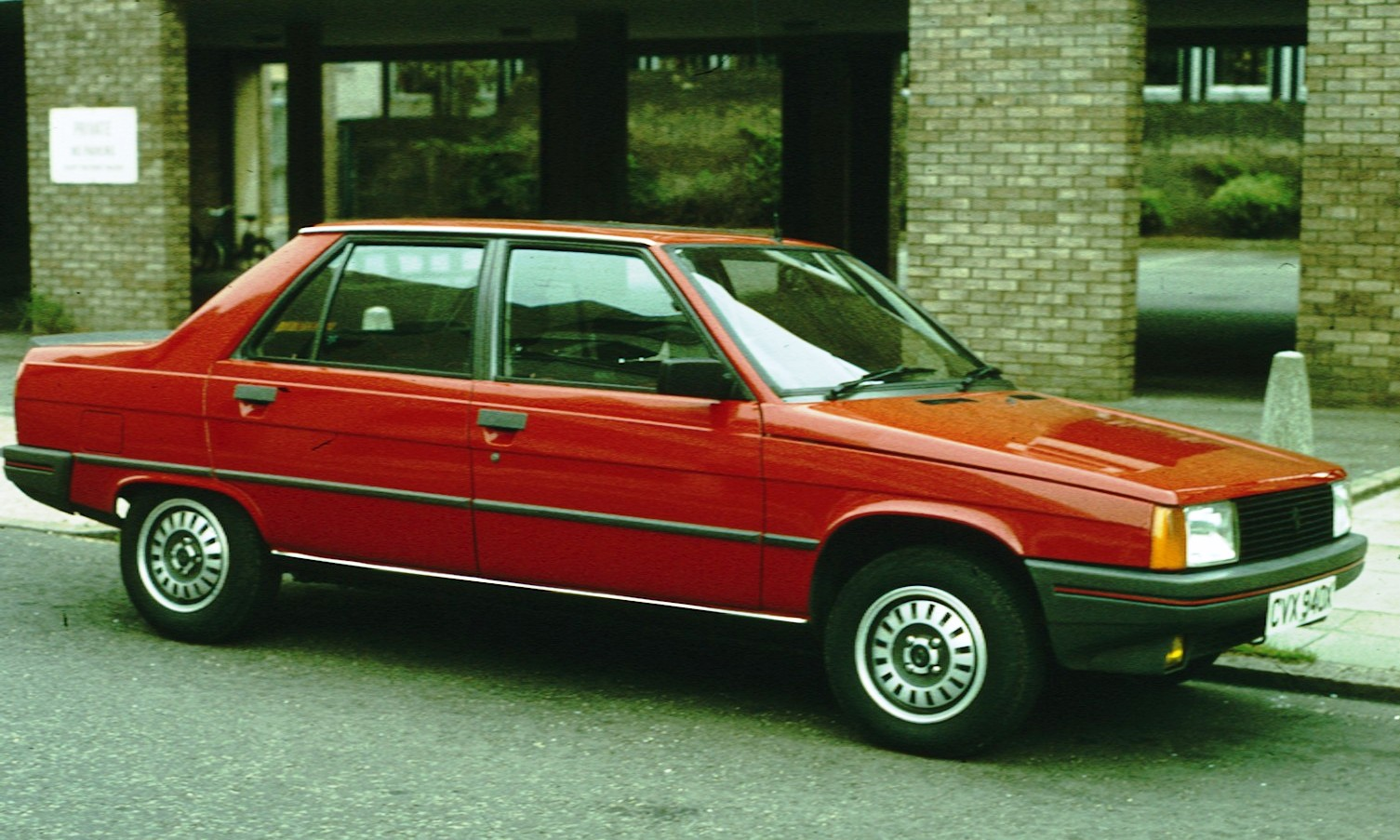
I motori Type F hanno esordito sulle versioni più ricche delle Renault 9

I motori della famiglia Type F hanno debuttato nel 1983 sulle versioni di lusso della gamma Renault 9. La lettera F sta per Fonte che in francese significa ghisa, poiché di questo materiale è fatto il monoblocco, su quasi tutte le versioni e sottoversioni, eccezion fatta per gli ultimi 2 litri bialbero, prodotti a partire dal 1998, che hanno il basamento in lega leggera.

La famiglia Type F è una famiglia di motori di fascia media, utilizzati sia su versioni di punta di modelli di fascia bassa, sia su versioni di metà gamma di modelli di fascia media o medio-alta. Il range dei motori Type F spazia in genere dai 1.7 ai 2 litri, ma per alcuni mercati ne è stata realizzata anche una versione minore, da 1.4 litri (da non confondere con il motore 1.4 della famiglia Cléon).
Le caratteristiche salienti dei motori della famiglia Type F sono le seguenti:
- architettura generale a 4 cilindri in linea;
- dimensionamento motoristico di tipo sottoquadro;
- testata in lega leggera;
- canne cilindri riportate a secco.

La distribuzione poteva essere a un albero a camme in testa, con testata a due valvole per cilindro, oppure bialbero con testata a 4 valvole per cilindro.

L'alimentazione poteva essere a carburatore oppure a iniezione elettronica.

I motore della famiglia Type F sono riusciti, con qualche modifica, a soddisfare via via le normative Euro 1, Euro 2 ed Euro 3.

Solo a partire da metà anni ottanta, i motori Type F sono stati proposti anche sulla normale produzione automobilistica.

I motori Fonte hanno rappresentato la spina dorsale della produzione motoristica Renault durante gli anni novanta e gran parte del decennio precedente e di quello successivo. Tali motori sono stati utilizzati anche su numerosi modelli della svedese Volvo, che per diversi anni è stata in stretti rapporti con la Casa francese per quanto riguarda lo scambio di motori. 

Di seguito vengono riportate descrizioni più dettagliate dei motori Type F, che comprendono anche due versioni a gasolio] .

### Type FxN: 1721 cm³
Questo motore, proposto in più varianti, è stato il primo motore Type F a esordire e ha rappresentato uno dei motori base nella produzione motoristica Renault degli anni '80. Era caratterizzato da misure di alesaggio e corsa rispettivamente pari a 81x83.5 mm, per una cilindrata totale di 1721 cm³. Questo motore ha trovato largamente applicazione anche in diversi modelli della svedese Volvo, presso la quale il propulsore era noto con la sigla B172.

#### Type F2N

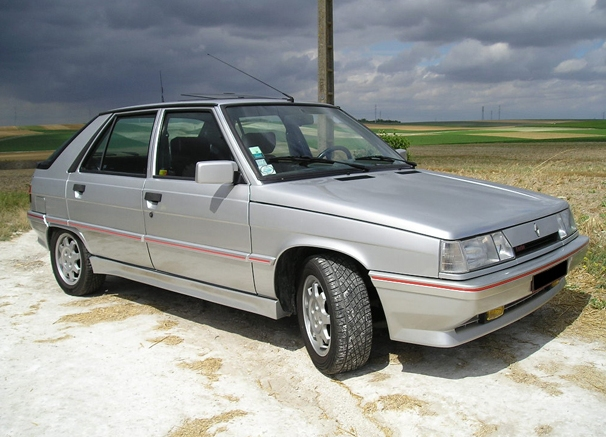
Una delle ultime Renault 11, esempio di applicazione di un motore F2N

La prima variante in ordine cronologico del 1.7 Renault è stata introdotta nel 1983. Era alimentata da un carburatore doppio corpo, che poteva essere un Weber o un Solex, a seconda dei modelli su cui il motore veniva montato. A sua volta, il motore F2N è stato proposto in due sottovarianti. 

La variante di base, dalla quale sarebbero state derivate le altre, era caratterizzata da un rapporto di compressione pari a 9,2:1, era alimentata da un carburatore Weber 28-32 ed erogava una potenza massima di 83 CV a 5000 giri/min e una coppia massima di 135 N m a 3250 giri/min. È stata montata su:
- Renault 9 TX/TXE/GTX/GTE (1983-1986);
- Renault 11 GTX/TXE (1983-86);
- Volvo 340 1.7 GL/GLE (1984-90).

La seconda sottovariante era alimentata invece da un carburatore Solex e, grazie a un rapporto di compressione portato a 10:1, la potenza crebbe fino a potenze comprese tra 90 e 95 CV (a seconda delle applicazioni) a 5500 giri/min, con coppia massima di 138 N m a 3000 giri/min. Così configurato, tale motore è stato montato su:
- Renault Supercinque GTX/Baccara (1987-90);
- Renault Clio Mk1 1.7 RT/Baccara (1991-92);
- Renault 9 GTX/TXE (1986-88)
- Renault 11 GTX/TXE (1986-89);
- Renault 19 1.7 GTX/TXE (1989-91);
- Renault 21 1.7 TSE (1986-92);
- Renault 21 1.7 GTS (1988-92);
- Renault 21 1.7 RS (1986-87);
- Renault 21 Nevada 1.7 GTS (1986-92);
- Volvo 440 GLE (1988-91);
- Volvo 460 base (1990-91).

Una terza sottovariante era meno potente delle prime due e poteva erogare fino a 76 CV a 5000 giri/min, con una coppia massima di 128 Nm a 3250 giri/min. Tale motorizzazione ha trovato applicazione sotto il cofano della Renault 21 TL (1986-89).

#### Type F3N

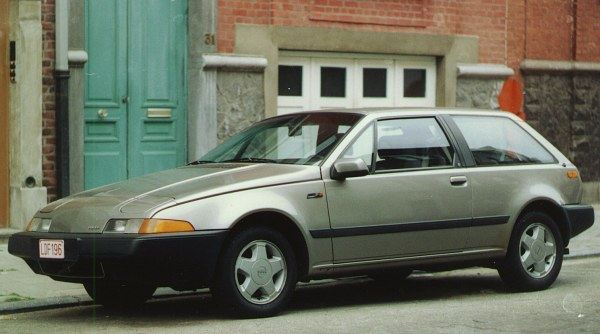
Anche diversi modelli Volvo, come la 480, hanno montato motori Renault F3N

Nella seconda metà degli anni '80 è stata proposta anche una variante a iniezione elettronica del motore F2N, che ha preso il nome di F3N. 
 Il motore F3N è stato proposto in tre sottovarianti, una a iniezione elettronica single point, una a iniezione elettronica multipoint e una sovralimentata mediante turbocompressore. 

Le caratteristiche principali dei motori F3N sono riportate nella seguente tabella:
| Variante | Rapporto di compressione | Alimentazione                                                    | Potenza CV/rpm | Coppia Nm/rpm | Applicazioni             | Anni di produzione |
| -------- | ------------------------ | ---------------------------------------------------------------- | -------------- | ------------- | ------------------------ | ------------------ |
| 1.       | 9,5                      | Iniezione elettronica single point                               | 95/5250        | 140/3000      | Renault 19 Cabriolet 1.7 | 1991-92            |
| 1.       | 9,5                      | Iniezione elettronica single point                               | 93/5250        | 140/3000      | Renault 21 1.7i          | 1992-94            |
| 1.       | 9,5                      | Iniezione elettronica single point                               | 93/5250        | 140/3000      | Renault 21 Nevada 1.7i   | 1992-95            |
| 2.       | 10,5                     | Iniezione elettronica multipoint                                 | 102/5600       | 143/3900      | Volvo 440i GLT           | 1988-92            |
| 2.       | 10,5                     | Iniezione elettronica multipoint                                 | 102/5600       | 143/3900      | Volvo 480 1.7i ES        | 1986-92            |
| 2.       | 10,5                     | Iniezione elettronica multipoint                                 | 102/5600       | 143/3900      | Volvo 440i GL/SE         | 1991-92            |
| 2.       | 10,5                     | Iniezione elettronica multipoint                                 | 102/5600       | 143/3900      | Volvo 440i/460i GLE      | 1993-95            |
| 2.       | 10,5                     | Iniezione elettronica multipoint                                 | 102/5600       | 143/3900      | Volvo 480 1.7i S         | 1993-95            |
| 3.       | 10,5                     | Iniezione elettronica multipoint                                 | 107/5800       | 150/4000      | Renault 19 TXI           | 1990-92            |
| 4.       | 8,1                      | Iniez. el. multipoint + turbocompressore e intercooler aria/aria | 122/5300       | 191/3300      | Volvo 440i Turbo         | 1988-95            |
| 4.       | 8,1                      | Iniez. el. multipoint + turbocompressore e intercooler aria/aria | 122/5300       | 191/3300      | Volvo 460i Turbo         | 1990-95            |
| 4.       | 8,1                      | Iniez. el. multipoint + turbocompressore e intercooler aria/aria | 122/5300       | 191/3300      | Volvo 480i Turbo         | 1988-95            |

Un'altra variante di questo motore erogava solo 73 CV ed era montata sulle Renault 19 previste per alcuni mercati europei, tra cui quello tedesco.

#### Type F1N
Questa è una variante semplificata delle prime due varianti. La semplificazione stava nel tipo di alimentazione, che stavolta utilizzava un carburatore monocorpo, grazie al quale la potenza massima raggiungeva 76 CV a 5000 giri/min e la coppia massima era di 129 N m a 3250 giri/min. Questo motore è stato montato sulla Renault 21 TL (1986-90) e sulle Renault 19 GTS e TSE destinate ad alcuni mercati.

Una sottovariante dell'unità F1N risultava ulteriormente depotenziata, poiché la sua potenza massima era di 70 CV. Tale unità motrice è stata montata sui Renault Trafic 1.7 prodotti dal 1992 al 1994.

### Type FxM: 1596 cm³

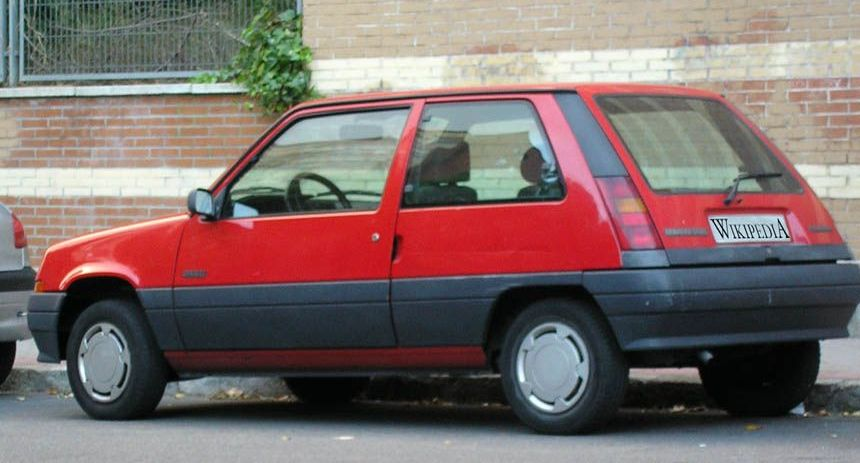
Le Supercinque a gasolio montavano motori F8M

Dietro questa la sigla generica FxM si nascondono in realtà due motori molto diversi, poiché uno è a benzina e l'altro è a gasolio. La base è in realtà assai simile, poiché le misure di alesaggio e corsa sono in entrambi i casi di 78x83,5 mm, per una cilindrata di 1596 cm³. Cambiano molti altri parametri, come per esempio il rapporto di compressione, e altre caratteristiche fisiche, come per esempio l'assenza delle candele nella versione diesel.

Questi due motori sono nati sulla base delle unità FxN da 1.7 litri, delle quali è stata ridotta di 3 mm la misura della'alesaggio.

Di seguito vengono illustrate le caratteristiche dei due motori appartenenti a questa sotto-categoria.

#### Type F8M
Questa sigla indica la variante a gasolio, la prima delle due a debuttare sotto il cofano di una vettura. In quest'unità motrice, il rapporto di compressione era di 22,5:1 e l'alimentazione era a iniezione indiretta. La potenza massima raggiungeva 55 CV a 4800 giri/min, mentre la coppia massima era di 100 N m a 2250 giri/min. Questo motore è stato montato su:
- Renault Supercinque GTD (1985-90);
- Renault Supercinque D Societé (1985-87);
- Renault Supercinque Five D (1990-96);
- Renault 9 TD/TDE/GTD (1982-89);
- Renault 11 TD/TDE/GTD (1983-89).

#### Type F3M
Questo motore è la variante a benzina e deriva dall'equivalente unità a gasolio: era caratterizzato da un rapporto di compressione di 10:1 e dall'alimentazione a iniezione elettronica multipoint, gestita da una centralina Siemens-Bendix F3B. Questo motore erogava una potenza massima di 83 CV a 5500 giri/min e una coppia massima di 125 N m a 4000 giri/min. È stato montato sulle Volvo 440 e 460 1.6i GLE, prodotte entrambe dal 1993 al 1996.

### Type F7P: 1764 cm³
Introdotto nel 1991, questo motore rappresenta la prima unità motrice Renault di grande serie con distribuzione a 4 valvole per cilindro e doppio asse a camme in testa. Si differenzia dai motori Type F introdotti precedentemente per la testata a camere di scoppio emisferiche con valvole disposte di conseguenza a V. Tale nuova conformazione delle camere di scoppio garantisce una migliore combustione della miscela aria/benzina e quindi anche prestazioni migliori.  

Oltre a ciò a ciò, va detto che il motore F7P nasce anch'esso sulla base dell'unità F3M, poiché mantiene intatta la misura della corsa, ma ne aumenta l'alesaggio da 81 a 82 mm, con conseguente aumento della cilindrata da 1721 a 1764 cm³.

Quest'unità propulsiva era caratterizzata dall'alimentazione a iniezione elettronica multipoint e da un rapporto di compressione pari a 10,7:1. Con queste caratteristiche, la potenza massima raggiungeva 137 CV a 6500 giri/min e la coppia massima era di 158 Nm a 4250 giri/min. Tale motore è stato montato su:
- Renault Clio 1.8 16V (1991-96);
- Renault 19 1.8 16V (1990-96);
- Renault 19  1.8 16V (1990-96).
- Renault 19 Cabriolet 1.8 16V (1992-96).

Va aggiunto che a partire dal 1º gennaio 1993, a causa dell'obbligo legale di dotare tutte le auto nuove di catalizzatore, tale motore ha subito un lievissimo calo prestazionale, passando da 137 a 135 CV.

### Type F3P: 1794 cm³

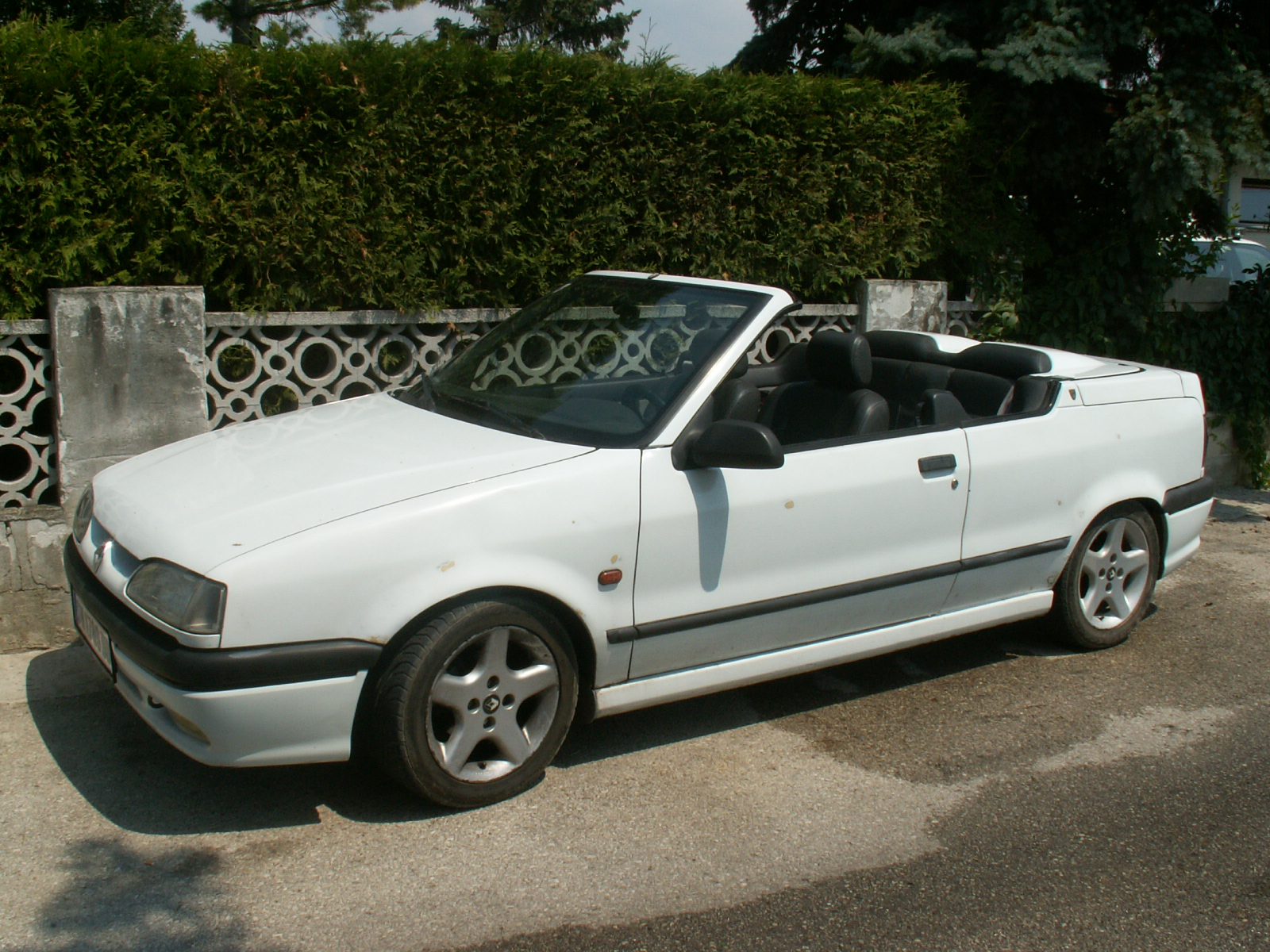
Le Renault 19 Cabriolet prodotte dal 1992 montavano motori 1.8 F3P, sia single-point che multipoint

IL motore F3P è nato poco dopo l'unità precedente, la F7P. Anch'esso è un 1.8, come il motore F7P, ma rispetto a quest'ultimo presenta delle differenze notevoli. Prima di tutto la testata non è a camere di scoppio emisferiche con valvole a V, ma utilizza delle camere di scoppio più convenzionali con valvole parallele. Per questo motivo, il motore F3P ha delle caratteristiche prestazionali inferiori. Inoltre, anche dal punto di vista dimensionale esistono differenze molto significative, che si traducono principalmente nella misura dell'alesaggio, pari a 82,7 mm (contro gli 82 mm dell'unità F7P e gli 81 mm dell'unità). Sempre invariata a 83,5 mm la misura della corsa. Perciò il monoblocco è in comune con le altre unità motrici, a parte le modifiche all'alesaggio. La cilindrata totale del motore F3P è di 1794 cm³. La distribuzione è monoalbero con due valvole per cilindro. Tale motore è stato proposto in due varianti fondamentali.

La prima variante era caratterizzata da un rapporto di compressione pari a 9,7:1 e dall'alimentazione a iniezione elettronica single-point, che consente al motore di erogare una potenza massima di 93 CV a 5750 giri/min, con coppia massima di 142 N m a 2750 giri/min. Tale variante è stata montata su:
- Renault Clio 1.8i Baccara (1992-94);
- Renault 19 1.8i RT SPi, Si e Cabriolet 1.8 SPi (1992-96);
- Renault Laguna Mk1 1.8 RN/RT/RNX/RTX/RXE (1994-96).

La seconda variante si differenzia dalla prima per la presenza dell'iniezione elettronica multipoint e per il rapporto di compressione innalzato a 9,8:1. La potenza massima raggiunge così 110 CV a 5500 giri/min, con un picco di coppia pari a 160 N m a 4250 giri/min.

Questo motore è stato montato su:
- Renault Clio Mk1 1.8 RSi (1994-98);
- Renault 19 1.8 MPI RT/RT Limited/Baccara (1992-96);
- Renault 19 Cabriolet 1.8 MPI (1992-96).

### Type F4P: 1783 cm³

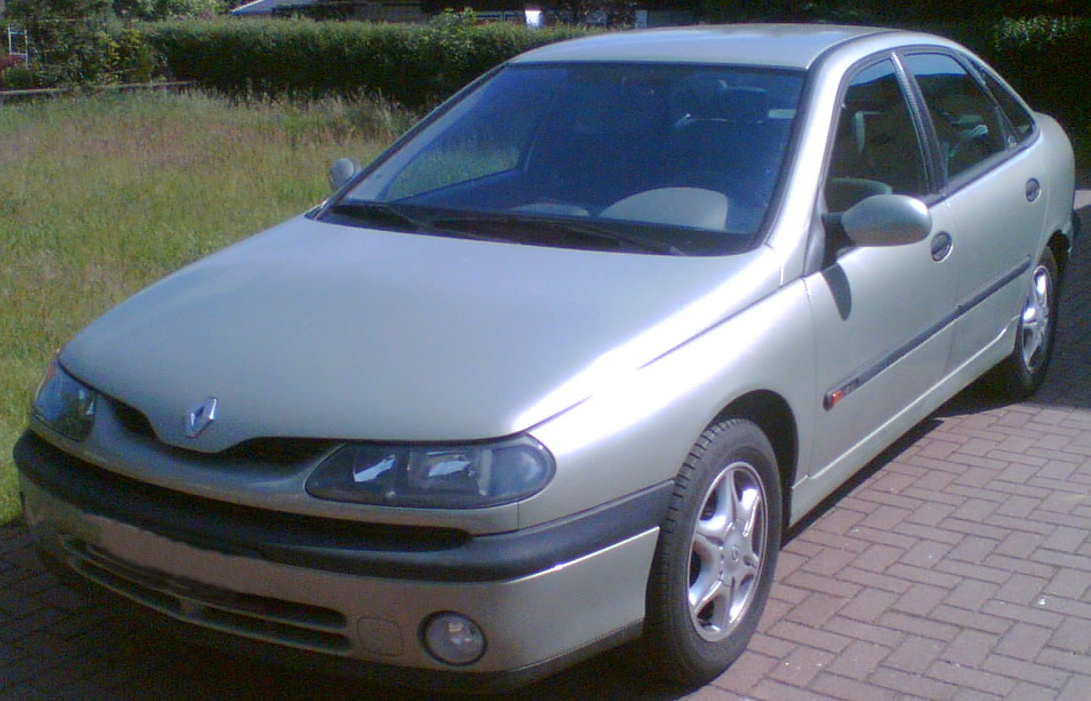
Le Renault Laguna prima serie post-restyling hanno beneficiato dell'arrivo del motore F4P a 16 valvole

Dopo il 1.8 F7P del 1991 e il 1.8 F3P del 1992, ecco un altro 1.8 appartenente alla famiglia Fonte. Questo motore nasce sulla base del 1.8 F3P, del quale è stata accorciata leggermente la misura della corsa, portandola da 83,5 a 83 mm. L'alesaggio è rimasto invariato. Con queste modifiche la cilindrata totale è scesa anch'essa leggermente ed è di 1783 cm³. Il motore F4P è stato proposto in due varianti fondamentali, tutte con alimentazione a iniezione elettronica multipoint. 

La prima variante era caratterizzata dalla distribuzione monoalbero a due valvole per cilindro e dal rapporto di compressione pari a 9,7:1. La potenza massima era di 93 CV a 5000 giri/min, vale a dire la stessa potenza dell'unità F3P di base, ma raggiunta questa volta a un regime inferiore. La coppia è di 153 N m, disponibili già a 2500 giri/min. Questo motore è stato montato su:
- Renault Laguna 1.8 (1996-98);
- Volvo 440/460 1.8i (1994-97).

La seconda variante, denominata F4PC, è caratterizzata invece da diverse novità, consistenti nella distribuzione bialbero in testa a quattro valvole per cilindro, ma anche nel dispositivo di fasatura variabile della distribuzione stessa. La potenza massima raggiunge così 120 CV a 5750 giri/min, con un picco di coppia pari a 170 N m a 3750 giri/min. È stata montata su:
- Renault Mégane I 1.8 16v SW (2000-03);
- Renault Laguna Mk1 1.8 16V (1998-2001);
- Renault Laguna Mk2 1.8 16V (2001-05);
- Volvo S40 e V40 1.8 16V (1999-04).

Una terza variante fu leggermente depotenziata, raggiungendo così i 116 CV a 5750 giri/min, con coppia massima di 158 Nm a 3750 giri/min. Venne montata sotto il cofano della Renault Scénic I 1.8 16v (2001-03).

### Type FxR: 1998 cm³

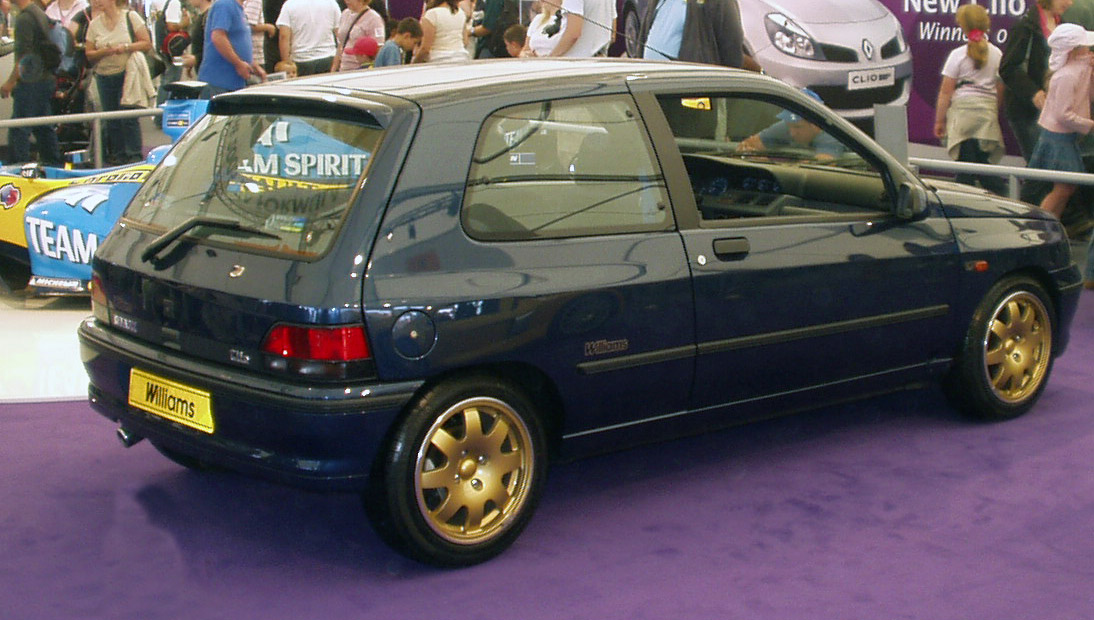
Una Clio Williams, prima vettura a montare un 2 litri Type F

Il motore Fonte da 2 litri ha debuttato nella seconda metà del 1993 sotto il cofano della Renault Clio WIlliams, una piccola sportiva, versione di punta nella gamma della prima serie della Clio, entrata a pieno merito nel cuore degli appassionati. Questo motore è servito da base per le successive innumerevoli evoluzioni e variazioni sul tema. Il 2 litri Fonte nacque dal deciso allungamento della corsa dei cilindri, corsa che fu portata da 83,5 a 93 mm, mantenendo invariato a 82,7 mm l'alesaggio, per una cilindrata pari a 1998 cm³. Il 2 litri Fonte o Type F è stato proposto in tre varianti fondamentali, le quali hanno conosciuto anche alcune sotto-evoluzioni, specie nelle versioni più spinte.

#### Type F3R
La versione F3R è stata la prima a debuttare (nella produzione Volvo). Sul monoblocco in ghisa con cilindri da 82,7x93 mm, tipico dei motori Fonte da 2 litri, è stata montata una testata di tipo convenzionale, con camere di scoppio Heron e valvole parallele (due per cilindro). Il rapporto di compressione, poi, è sceso a 9,5:1. La potenza massima è quindi di 115 CV a 5250 giri/min, con una coppia massima di 168 N m a 3500 giri/min. Questo motore è stato montato su:
- Renault Mègane 5p 2.0 RT e Coach 2.0 RT (1995-98);
- Renault Mégane Classic 2.0 RT e Scénic 2.0 RT (1997-98);
- Renault Laguna Mk1 2.0i RTX e RXE(1994-2001);
- Renault Espace Mk3 2.0i RTE (1996-99);
- Volvo 440 2.0i GLT e 460 2.0i GLT (1992-96);
- Volvo 480 2.0i ES (1992-96).

#### Type F7R
Questa sottovariante è in pratica la versione bialbero della F3R, ma non solo: altre differenze sostanziali esistono tra le due unità motrici, prima fra tutte la testata a camere di scoppio emisferiche ed è decisamente aumentato il rapporto di compressione, portato a 12:1. La distribuzione era bialbero in testa a quattro valvole per cilindro e l'alimentazione a iniezione elettronica multipoint era affidata a una centralina Bendix Fenix 3A. Questo motore raggiungeva una potenza massima di 147 CV a 6100 giri/min, con una coppia massima di 185 N m a 4500 giri/min. È stato montato su:
- Renault Clio 2.0 16V Williams (1993-95);
- Renault Mégane Coach 2.0 16V (1995-2000);
- Renault Spider (1996-99).

#### Type F5R
Questa variante era caratterizzata dal fatto di utilizzare l'iniezione diretta. In questo modo, la potenza massima raggiungeva 140 CV a 6000 giri/min, mentre la coppia massima raggiungeva 203 N m. Questa motorizzazione è stata utilizzata sulla Renault Laguna 2.0 16V IDE, prodotta dal 2001 al 2003.

#### Type F4R

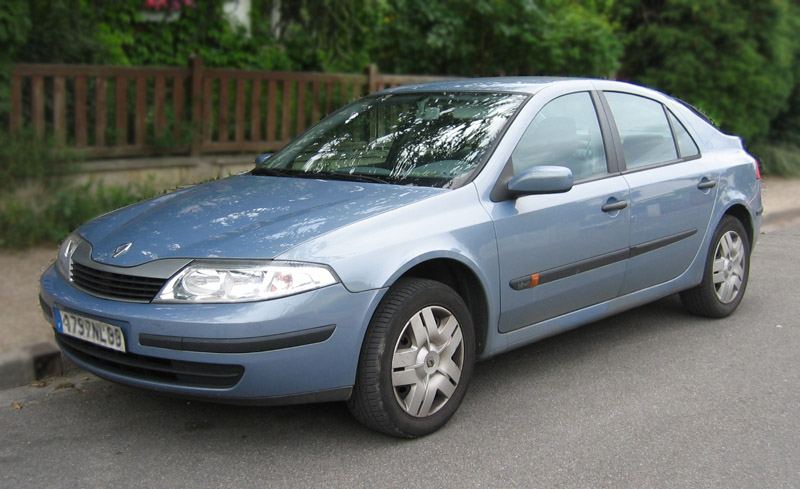
Uno dei modelli equipaggiati con la variante più tranquilla del 2 litri F4R: la Laguna Mk2 2.0 16V

La terza e ultima evoluzione del 2 litri Fonte manteneva la distribuzione a 4 valvole per cilindro, sebbene non si tratti esattamente della stessa unità motrice bialbero utilizzata a metà degli anni '90. Rispetto a quest'ultima, dalla quale comunque deriva, i motori F4R presentano numerose modifiche volte all'ottimizzazione delle prestazioni e alla riduzione dei consumi. Le misure dei cilindri e della cilindrata sono identiche a quelle del 2 litri F7R, anche se la testata è a sedici valvole, e perciò anche con pistoni specifici con nicchie appositamente ricavate. Il 2 litri F4R è stato proposto in più sottovarianti, tutte con distribuzione bialbero in testa a 4 valvole per cilindro con fasatura variabile, e tutte con alimentazione a iniezione elettronica multipoint.

La prima sottovariante, a rigor di logica, non dovrebbe essere inclusa tra i motori Fonte, poiché per il monoblocco, da sempre realizzato in ghisa, si scelse stavolta di realizzarlo in lega leggera come la testata. Tale motore è andato a sostituire il 2 litri bialbero N7Q di origine Volvo. Introdotta nel 1998, questa variante del motore F4R è caratterizzata da un rapporto di compressione pari a 9,8:1, da una potenza massima di 140 CV a 5500 giri/min (in seguito scesi a 138 e in certi casi anche a 135 su alcuni modelli) e da una coppia massima di 188 N m a 3750 giri/min. Questa sottovariante è stata montata su numerosi modelli, tra la fine degli anni '90 e gli inizi degli anni 2000. Ma anche negli anni seguenti, tale motore ha conosciuto diverse applicazioni, sebbene via via sempre più rare. Nel 2020 sono ancora presenti varianti da 143 CV in alcuni modelli pensati per il mercato russo.

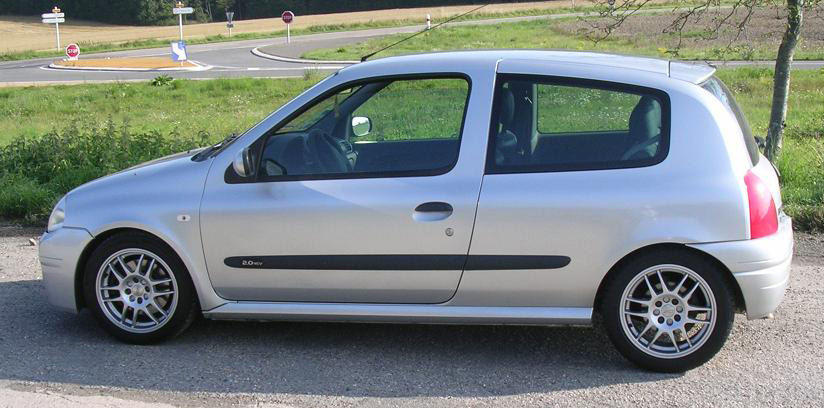
Una Clio RS, unica applicazione del motore F4R da 172 e 182 CV

La seconda variante, aspirata ma molto più spinta, è l'unica unità F4R a rimanere ancorata ai dettami dei precedenti motori Fonte, poiché è l'unico motore F4R dotato di basamento in ghisa. Di fatto è un'evoluzione del motore F7R. Di quest'ultimo sono stati rivisti i collettori, sia di aspirazione che di scarico, la testata e la distribuzione, con nuovi parametri di fasatura. Tale fasatura era comunque variabile sul lato aspirazione grazie al nuovo dispositivo variatore di fase. Inoltre, le valvole sono realizzate in una nuova lega, più resistente alle maggiori sollecitazioni e le candele sono dotate di elettrodo al platino.

Con un rapporto di compressione di 11:1, la potenza massima raggiunge 172 CV a 6250 giri/min, con coppia massima di 200 N m a 5400 giri/min. A partire dal 2001, tale motore è stato ulteriormente rivisto, arrivando a erogare ben 182 CV. In ogni caso, questo motore è finito sotto il cofano di un unico modello, ossia la Renault Clio Mk2 2.0 16V RS (2000-2004).
La terza sottovariante del 2 litri F4R è nota anche come F4R-RS, ed è un'evoluzione del già spinto 2 litri bialbero visto poco sopra, anche se il basamento in lega leggera lo accosta anche agli altri motori F4R. Partendo da tale base, sono state ulteriormente ottimizzate le geometrie dei condotti di aspirazione e di scarico, è stata rivista ancora di più la distribuzione e l'alzata delle valvole, che è stata incrementata (in particolare, l'incremento è stato da 9 a 11.5 mm). E ancora, l'accensione è stata affidata a quattro bobine singole. In questo motore si ritrova anche la fasatura variabile sul lato aspirazione. Con un rapporto di compressione innalzato a 11.5:1, la potenza massima lievita a ben 200 CV a 7250 giri/min, facendo di questo motore il primo aspirato stradale Renault a superare la soglia dei 100 CV/litro. Notevole anche la coppia, il cui valore massimo di 215 N m è però disponibile decisamente in alto, a 5550 giri/min. Questo motore è stato montato sulla Renault Clio Mk3 2.0 RS, prodotta a partire dal 2006. Nel 2009, questo motore ha ricevuto un leggerissimo aumento di potenza, portandosi a 203 CV.
La quarta e ultima sottovariante del 2 litri F4R, siglata F4R-T, è caratterizzata in primo luogo dalla sovralimentazione mediante turbocompressore, normale o twin-scroll a seconda dei casi, la quale è stata proposta in numerosi livelli di potenza. Questa motorizzazione possiede il monoblocco in ghisa e la testata in lega leggera.
Il primo livello di potenza è di 165 CV a 5000 giri/min. I valori di coppia massima sono due, a seconda dei modelli. Più in dettaglio si possono raggiungere i 250 Nm a 3000 giri/min o i 270 Nm a 3250 giri/min.
Il secondo livello di potenza è accreditato di 180 CV a 5500 giri/min, con un picco di coppia pari a 300 N m a 2250 giri/min. Tale motore è comparso per la prima volta all'inizio del 2009 sotto il cofano della Mégane III Coupé 2.0 16V TCe Luxe.
Il terzo livello di potenza è di 205 CV a 5000 giri/min, con coppia massima di 300 N m a 3000 giri/min. Si tratta del più performante tra i 2 litri Fonte sovralimentati di livello più popolare e meno esclusivo: gli altri livelli di potenza sono dedicati a modelli più esclusivi e spinti.
Il quarto livello di potenza raggiunge 225 CV a 5500 giri/min e 300 N m di coppia massima a 3000 giri/min. Ciò è stato reso possibile tra l'altro anche dall'utilizzo di un turbocompressore di tipo "twin scroll", che raccoglie cioè i flussi di scarico dei quattro cilindri a due a due, per poi convogliarli in maniera ottimale verso la turbina stessa. Tale soluzione permette di abbattere i tradizionali tempi di ritardo dovuti al "turbo-lag". Questo motore è stato montato sulla Renault Mégane Mk2 2.0 16V RS Turbo, prodotta a partire dal 2005.
Un quinto livello di potenza è l'evoluzione del precedente, anche se leggera. Qui la potenza massima raggiunge 230 CV a 5500 giri/min, con un picco di coppia di ben 310 N m a 3000 giri/min. Questo motore ha trovato applicazione sulla Renault Mégane 2.0 16V RS Turbo F1 Team R26 (2007-08).
Il sesto e ultimo livello di potenza è stato al suo debutto il più prestante dei cinque: apparso alla fine del 2009, è un'evoluzione del 2 litri turbo da 230 CV. Qui vi è l'introduzione della fasatura variabile lato aspirazione, di un nuovo sistema di sovralimentazione, sempre del tipo twin scroll, ma più evoluto e con pressione di sovralimentazione di 2,3 bar, di un albero a gomiti rinforzato e di nuovi scambiatori di calore. In questo modo, la potenza massima raggiunge ben 250 CV a 5500 giri/min, con un picco di coppia pari a 340 Nm, raggiunti al regime di 3000 giri/min. Questo motore viene montato sulla Renault Mégane Mk3 RS 2.0 16v Turbo (dal dicembre 2009).
Un ulteriore settimo livello di potenza si basa sul precedente, ulteriormente ottimizzato ed evoluto: qui la pressione di sovralimentazione è salita a 2,5 bar, ma sono stati anche modificati i condotti di aspirazione, il tutto per ottenere ben 265 CV di potenza massima, facendo di questo motore il più potente di sempre tra quelli destinati a una Renault stradale. La sua applicazione è quella relativa alla Renault Mégane Coupé RS Trophy, in commercio dal giugno 2011.
Esistono poi altri livelli di potenza: tali configurazioni prevedono potenze di 190 e 220 CV, e sono stati montati sulle Renault Mégane III. La configurazione più potente ha inizialmente trovato applicazione solo nella Mégane III Sportour, cioè con carrozzeria station wagon, per poi essere estesa anche alle altre varianti di carrozzeria dello stesso modello.
Di seguito vengono riepilogate le diverse varianti del motore F4R:

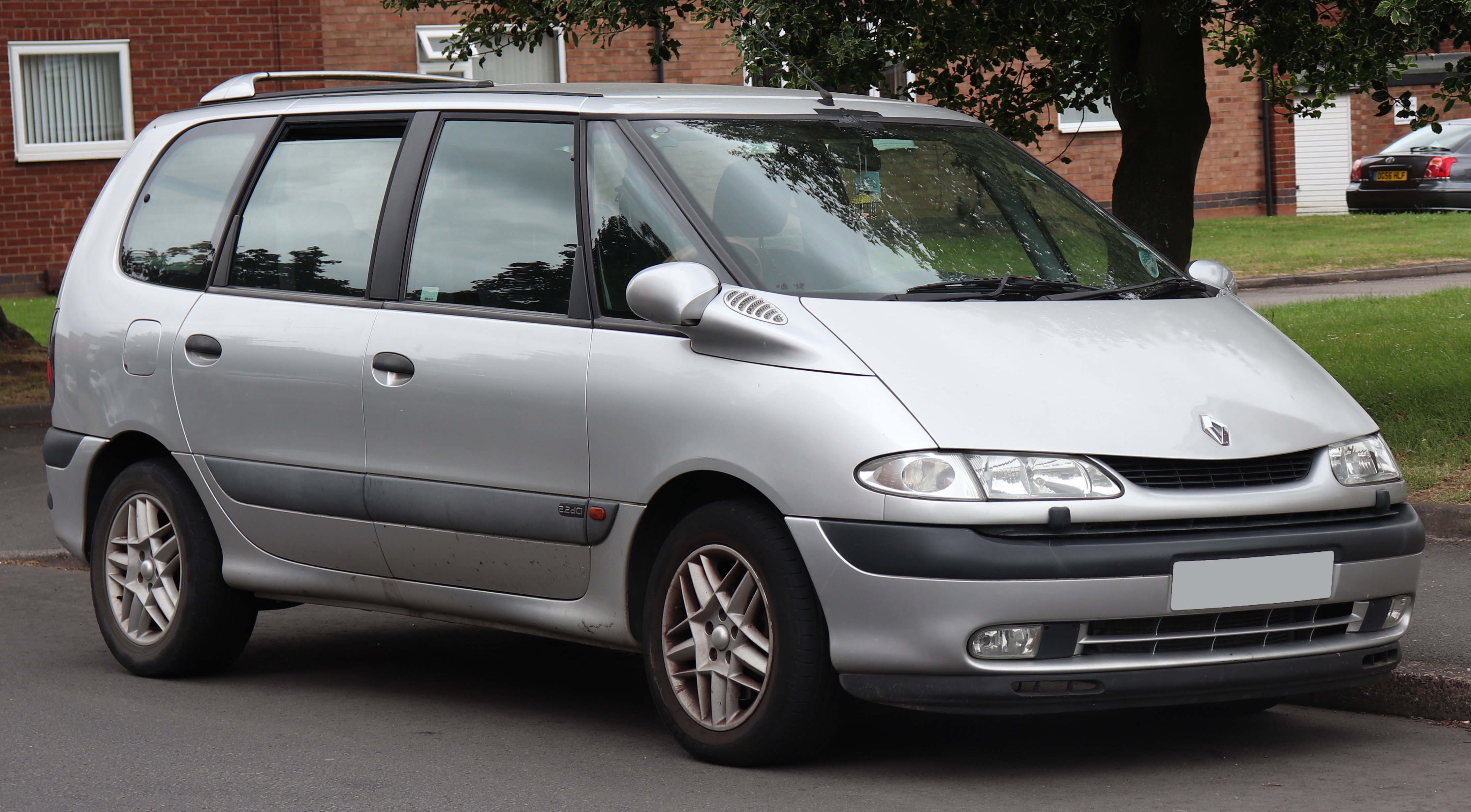
Il 2 litri Fonte ha conosciuto varie applicazioni: dalla tranquilla Espace da famiglia...

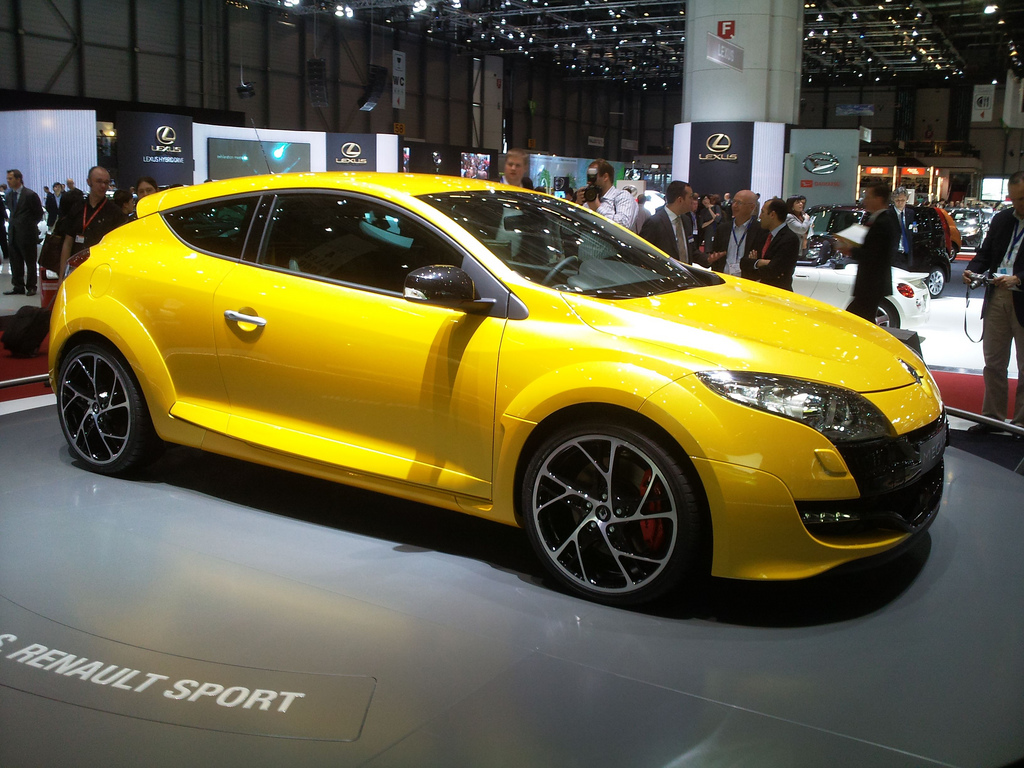
... alla cattivissima Mégane RS Mk3....

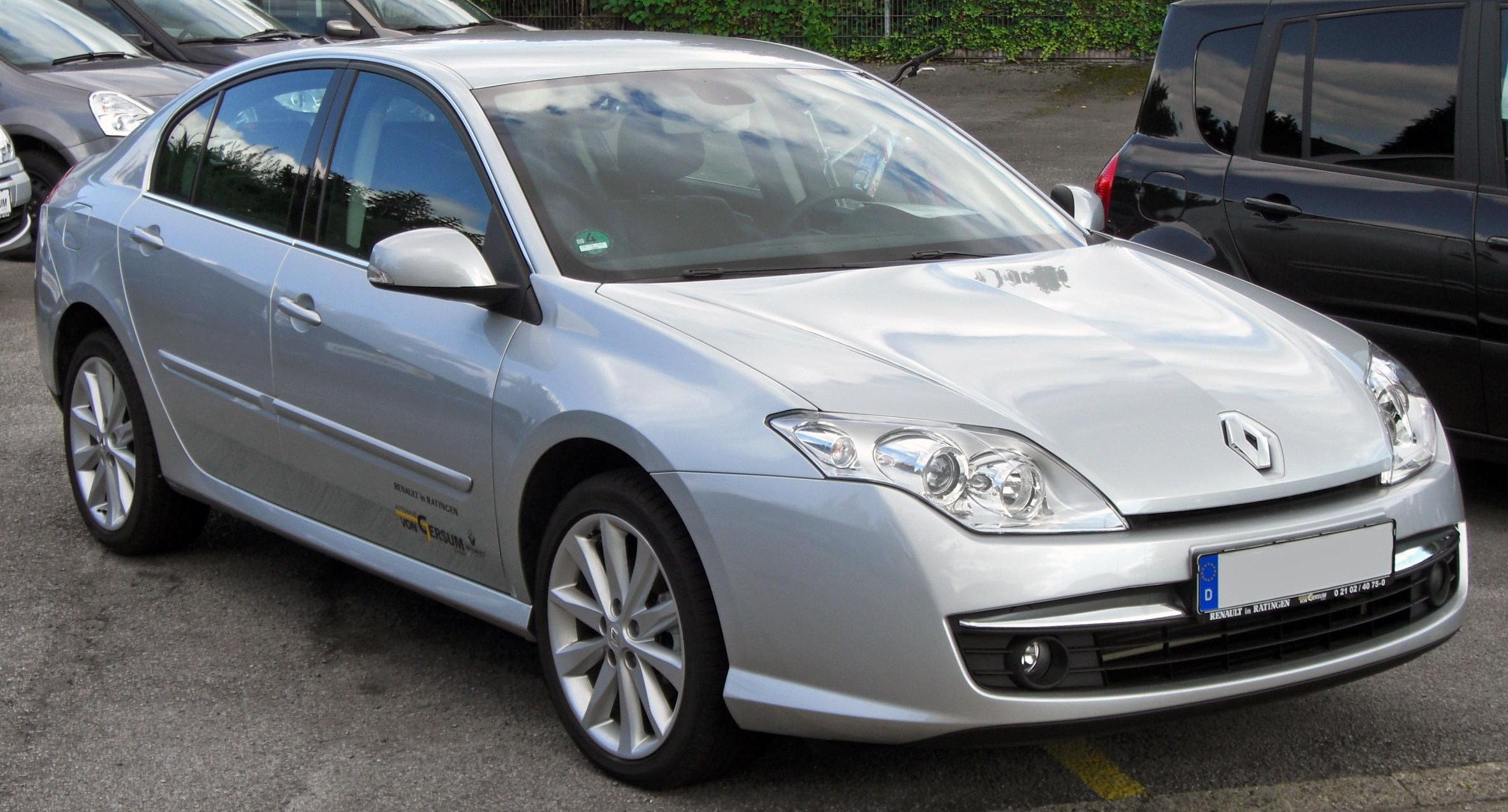
... passando per Laguna...

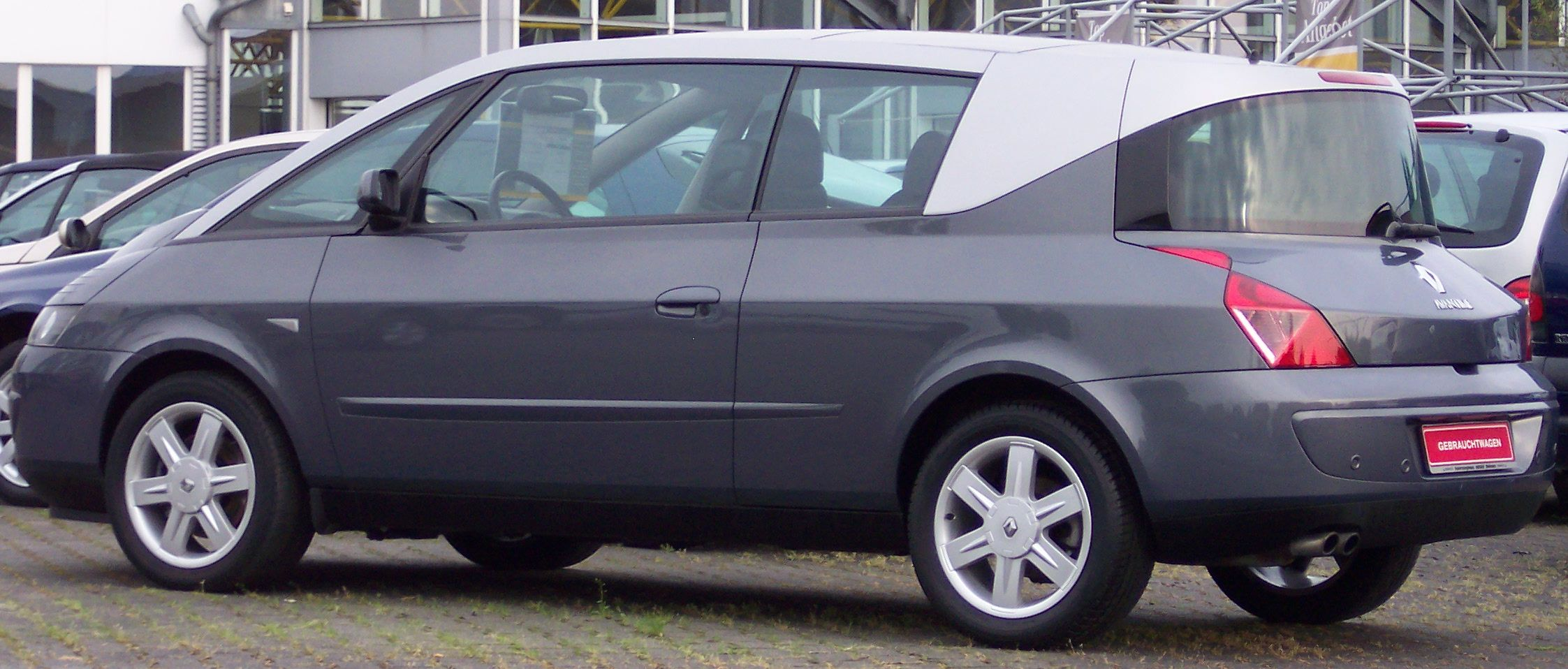
... e Avantime.

| Variante    | Rapporto di compressione | Sovralimentazione                          | Potenza CV/rpm                                                | Coppia Nm/rpm | Applicazioni                                   | Anni di produzione |
| ----------- | ------------------------ | ------------------------------------------ | ------------------------------------------------------------- | ------------- | ---------------------------------------------- | ------------------ |
| 1.          | 9,8                      | No                                         | 140/5500 (138 CV a partire dal 2001 e 134 a partire dal 2002) | 190/3750      | Renault Mégane II 2.0 16v                      | 2002-08            |
| 1.          | 9,8                      | No                                         | 140/5500 (138 CV a partire dal 2001 e 134 a partire dal 2002) | 190/3750      | Renault Laguna Mk2 2.0 16V                     | 2001-07            |
| 1.          | 9,8                      | No                                         | 140/5500 (138 CV a partire dal 2001 e 134 a partire dal 2002) | 190/3750      | Renault Scénic 2.0 16V                         | 1999-03            |
| 1.          | 9,8                      | No                                         | 140/5500 (138 CV a partire dal 2001 e 134 a partire dal 2002) | 190/3750      | Renault Scénic RX4 2.0 16V                     | 2000-03            |
| 1.          | 9,8                      | No                                         | 140/5500 (138 CV a partire dal 2001 e 134 a partire dal 2002) | 190/3750      | Renault Espace Mk3 2.0 16v                     | 1998-03            |
| 1.          | 9,8                      | No                                         | 140/5500 (138 CV a partire dal 2001 e 134 a partire dal 2002) | 190/3750      | Renault Espace Mk4 2.0 16v                     | 2003-08            |
| 2.          | 9,8                      | No                                         | 140/6000                                                      | 195/3750      | Renault Mégane III 2.0 CVT                     | 2008-15            |
| 2.          | 9,8                      | No                                         | 143/5750                                                      | 195/4000      | Renault Kaptur 2.0                             | dal 2016           |
| 3.          | 11                       | No                                         | 172/6250                                                      | 200/5400      | Renault Clio Mk2 2.0 16V RS                    | 2000-02            |
| 3.          | 11                       | No                                         | 182/6500                                                      | 200/5250      | Renault Clio Mk2 2.0 16V RS                    | 2003-04            |
| 4. (F4R-RS) | 11,5                     | No                                         | 200/7250                                                      | 215/5550      | Renault Clio Mk3 2.0 RS                        | 2007-09            |
| 4. (F4R-RS) | 11,5                     | No                                         | 203/7100                                                      | 215/5400      | Renault Clio Mk3 2.0 RS                        | 2009-12            |
| 5. (F4R-T)  | 9,5                      | Turbocompressore + intercooler             | 165/5000                                                      | 250/2000      | Renault Avantime 2.0 16V Turbo                 | 2002-03            |
| 5. (F4R-T)  | 9,5                      | Turbocompressore + intercooler             | 165/5000                                                      | 250/2000      | Renault Vel Satis 2.0 16V Turbo                | 2002-05            |
| 5. (F4R-T)  | 9,5                      | Turbocompressore + intercooler             | 165/5000                                                      | 250/2000      | Renault Espace Mk4 2.0 16V Turbo               | 2003-06            |
| 5. (F4R-T)  | 9,5                      | Turbocompressore + intercooler             | 165/5000                                                      | 270/3250      | Renault Mégane Mk2 3p e 5p 2.0 16v Turbo       | 2002-06            |
| 5. (F4R-T)  | 9,5                      | Turbocompressore + intercooler             | 165/5000                                                      | 270/3250      | Renault Mégane Mk2 2.0 16V GT                  | 2005-07            |
| 5. (F4R-T)  | 9,5                      | Turbocompressore + intercooler             | 165/5000                                                      | 270/3250      | Renault Mégane II CC                           | 2004-08            |
| 5. (F4R-T)  | 9,5                      | Turbocompressore + intercooler             | 165/5000                                                      | 270/3250      | Renault Laguna Mk2 2.0 16V Turbo               | 2003-05            |
| 5. (F4R-T)  | 9,5                      | Turbocompressore + intercooler             | 165/5000                                                      | 270/3250      | Renault Scénic II 2.0 16V Turbo                | 2003-07            |
| 5. (F4R-T)  | 9,5                      | Turbocompressore + intercooler             | 170/6000                                                      | 270/3250      | Renault Laguna III 2.0 TCe 170                 | 2007-15            |
| 5. (F4R-T)  | 9,5                      | Turbocompressore + intercooler             | 180/5500                                                      | 300/2250      | Mégane III 2.0 16V TCe                         | 2009-12            |
| 5. (F4R-T)  | 9,5                      | Turbocompressore + intercooler             | 190/5500                                                      | 300/2000      | Renault Mégane III TCe 190                     | 2012-15            |
| 5. (F4R-T)  | 9                        | Turbocompressore + intercooler             | 205/5000                                                      | 300/3000      | Renault Laguna Mk2 2.0 16v GT                  | 2004-07            |
| 5. (F4R-T)  | 9                        | Turbocompressore + intercooler             | 205/5000                                                      | 300/3000      | Renault Laguna Mk3 2.0 16v GT                  | 2007-13            |
| 5. (F4R-T)  | -                        | Turbocompressore + intercooler             | 220/5500                                                      | 340/2400      | Renault Mégane III Sportour TCe 220            | 2012-15            |
| 5. (F4R-T)  | -                        | Turbocompressore + intercooler             | 220/5500                                                      | 340/2400      | Renault Mégane III GT220                       | 2015               |
| 5. (F4R-T)  | 9                        | Turbocompressore Twin-scroll + intercooler | 225/5500                                                      | 300/3000      | Renault Mégane II 2.0 16V RS Turbo             | 2005-08            |
| 5. (F4R-T)  | 9                        | Turbocompressore Twin-scroll + intercooler | 230/5500                                                      | 310/3000      | Renault Mégane II 2.0 16V RS Turbo F1 Team R26 | 2007-08            |
| 5. (F4R-T)  | 8,5                      | Turbocompressore Twin-scroll + intercooler | 250/5500                                                      | 340/3000      | Renault Mégane III RS 2.0 16v Turbo            | 2010-12            |
| 5. (F4R-T)  | 8,5                      | Turbocompressore Twin-scroll + intercooler | 265/5500                                                      | 360/3000-5000 | Renault Mégane III RS Trophy                   | 2011-12            |
| 5. (F4R-T)  | 8,5                      | Turbocompressore Twin-scroll + intercooler | 265/5500                                                      | 360/3000-5000 | Renault Mégane III RS 2.0 16v Turbo            | 2012-15            |
| 5. (F4R-T)  | 8,5                      | Turbocompressore Twin-scroll + intercooler | 275/5500                                                      | 360/3000      | Renault Mégane III RS Trophy 275               | 2014-15            |
| 5. (F4R-T)  | 8,5                      | Turbocompressore Twin-scroll + intercooler | 275/5500                                                      | 360/3000      | Renault Mégane III RS                          | 2015-16            |

### Type FxQ: 1870 cm³

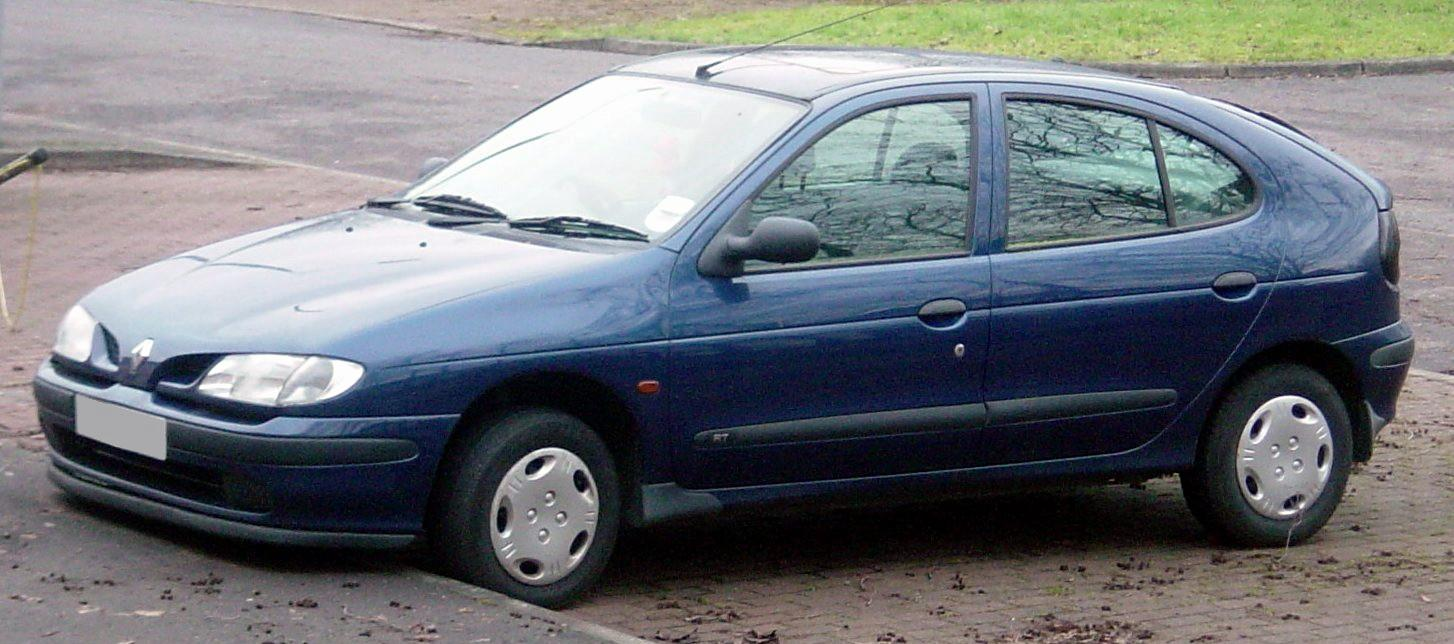
Tra gli esempi di applicazione di un 1.9 Fonte a gasolio vi è la Mégane prima serie berlina 5 porte

Con questa sigla generica viene indicata tutta una serie di propulsori a gasolio che utilizzano la stessa base e danno luogo a un ventaglio di varianti assai ampio. Il primo di questi motori è stato introdotto nel 1989 ed era noto con la sigla F8M e da allora ha conosciuto numerose evoluzioni che lo hanno portato a essere prodotto per circa vent'anni. Uguale per tutte le varianti e sottovarianti è la base motoristica, ossia le caratteristiche dimensionali del monoblocco, le cui misure di alesaggio e corsa sono di 80x93mm, per una cilindrata complessiva di 1870 cm³. 

Anche questi motori fanno parte della famiglia Fonte e rappresentano la "sezione" diesel di tale famiglia. Sono stati proposti aspirati o sovralimentati e, nel secondo caso, a iniezione indiretta o diretta, mentre gli aspirati erano esclusivamente a iniezione indiretta. 

Di seguito vengono presentati degli approfondimenti riguardanti tali motori.

#### Type F8Q
Con questa sigla viene indicato il 1.9 Fonte a gasolio alimentato a iniezione indiretta. È stato il primo di questi motori a debuttare. Fu introdotto infatti nel 1989 sull'allora neonata Renault 19. Questo motore era montato inclinato verso l'abitacolo di 12°, ed era stato proposto in due sottovarianti, una aspirata e l'altra sovralimentata.

Quest'ultima utilizza un turbocompressore affiancato da un intercooler aria/aria, e con un rapporto di compressione di 20,5:1. Nel 1995, la potenza ha subito un leggero incremento portandosi da 90 CV a 93 CV. Quanto alla versione aspirata, essa erogava una potenza massima di 64 CV a 4500 giri/min, con una coppia massima di 118 Nm a 2250 giri/min. Di seguito vengono mostrate le caratteristiche e le applicazioni relative al motore F8Q:
| Variante | Rapporto di compressione | Turbo Sì/No | Potenza CV/rpm | Coppia Nm/rpm | Applicazioni                        | Anni di produzione |
| -------- | ------------------------ | ----------- | -------------- | ------------- | ----------------------------------- | ------------------ |
| 1.       | 23,5                     | No          | 64/4500        | 118/2250      | Renault Clio Mk1 1.9 Diesel         | 1991-98            |
| 1.       | 23,5                     | No          | 64/4500        | 118/2250      | Renault 19 1.9 Diesel               | 1988-95            |
| 2.       | 21,5                     | No          | 64/4500        | 118/2250      | Renault Clio Mk2 1.9 D              | 1998-01            |
| 2.       | 21,5                     | No          | 64/4500        | 118/2250      | Renault Mégane Mk1 1.9 Diesel 4p/5p | 1995-99            |
| 2.       | 21,5                     | No          | 64/4500        | 118/2250      | Renault Kangoo Mk1 1.9D 65CV        | 1997-02            |
| 2.       | 21,5                     | No          | 64/4500        | 118/2250      | Renault Scénic/Mégane Scénic 1.9 D  | 1997-01            |
| 3.       | 21,5                     | No          | 55/3900        | 123/2250      | Renault Express 1.9D                | 1994-97            |
| 3.       | 21,5                     | No          | 55/3900        | 123/2250      | Renault Kangoo Mk1 1.9D             | 1997-99            |
| 4.       | 20,5                     | Sì          | 95/4300        | -             | Renault 19 1.9 dT                   | 1988-92            |
| 4.       | 20,5                     | Sì          | 90/4250        | 175/2250      | Renault 19 1.9 Turbodiesel          | 1992-95            |
| 5.       | 20,5                     | Sì          | 93/4250        | 180/2000      | Renault Mégane Mk1 1.9 Turbodiesel  | 1995-97            |
| 5.       | 20,5                     | Sì          | 93/4250        | 180/2000      | Volvo 460 1.9 Turbodiesel           | 1995-97            |
| 5.       | 20,5                     | Sì          | 93/4250        | 180/2000      | Volvo S40 Mk1 1.9 Turbodiesel       | 1996-99            |
| 5.       | 20,5                     | Sì          | 93/4250        | 180/2000      | Volvo V40 1.9 Turbodiesel           | 1996-99            |

#### Type F9Q

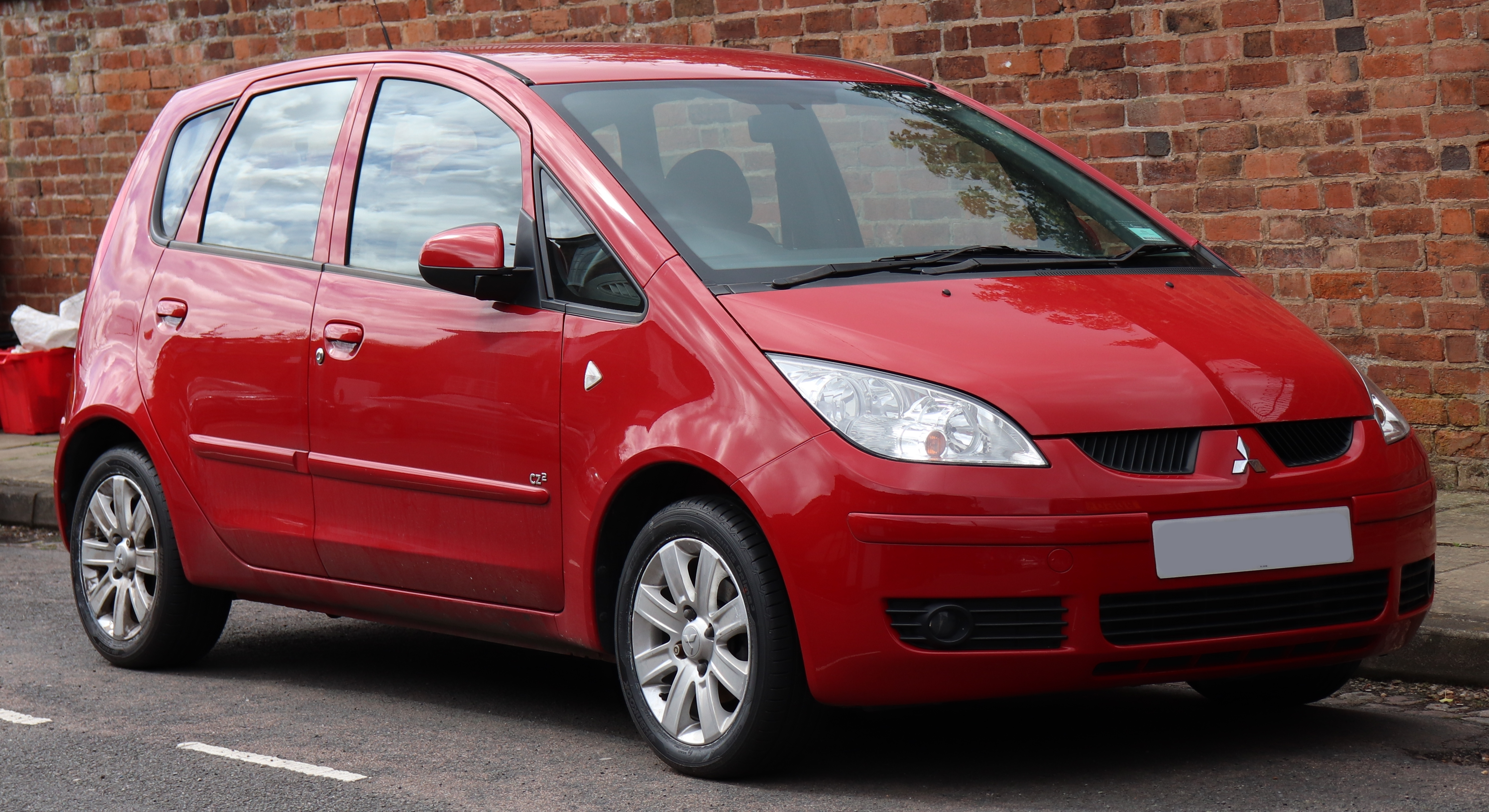
Anche la terza serie della Nissan Primera, sfortunata sul nostro mercato, utilizzava un motore Renault Fonte F9Q

Questa variante ha rapidamente sostituito i 1.9 diesel e turbodiesel precedenti, e si distingue da esse principalmente per l'alimentazione a iniezione diretta, dapprima di tipo convenzionale, e successivamente con tecnologia common rail. Vi sono state quindi numerose sottovarianti legate alla sigla F9Q, tutte sovralimentate mediante turbocompressore e le cui descritte di seguito.
- La prima sottovariante (1997-03) ha in pratica rimpiazzato il vecchio 1.9 turbodiesel F8Q a iniezione indiretta. Era caratterizzata dalla sovralimentazione mediante turbocompressore Garrett GT15 coadiuvato da un intercooler. Il rapporto di compressione era di 18.3:1 e la potenza massima raggiungeva 100 CV a 4000 giri/min, con un picco di coppia pari a 200 Nm a 2000 giri/min.
- La seconda sottovariante (2000-03) è stata quella che nel 2002 ha sostituito il 1.9 aspirato a iniezione indiretta, ma a differenza di quest'ultimo, stavolta si tratta di un'unità sovralimentata e caratterizzata da un rapporto di compressione pari a 18,3:1. È in pratica una versione depotenziata dell'analogo motore 1.9 dTi da 100 CV. La potenza massima raggiunge 80 CV a 4000 giri/min e la coppia massima è di 160 N m a 2000 giri/min.
- La terza sottovariante è quella che inaugura finalmente l'avvento del common rail in Casa Renault, tecnologia proposta anche nelle sottovarianti successive. In questo motore, introdotto nel 2000, il rapporto di compressione è stato innalzato a 19:1 (anche tale valore sarà costante nelle successive sottovarianti) e la potenza ha subito un leggero aumento, portandosi a 102 CV a 4000 giri/min. Questo motore, anch'esso sovralimentato ed equipaggiato da un intercooler, è stato proposto in due livelli di coppia massima, rispettivamente 204 e 215 Nm.
- La quarta sottovariante eroga fino a 95 CV di potenza massima, ma una coppia maggiore (230 Nm), ed è stata utilizzata solo in alcuni mercati (non quello italiano).
- La quinta sottovariante erogava una potenza massima di 110 CV a 4000 giri/min e una coppia massima di 250 N m a 1750 giri/min.
- La sesta sottovariante era caratterizzata dalla sovralimentazione mediante turbocompressore a geometria variabile coadiuvato da un intercooler. Erogava una potenza massima di 117 CV a 4000 giri/min, ma la Renault, per ragioni di marketing, arrotondava il valore massimo della potenza a 120 CV.
- La settima sottovariante vede decrescere il proprio rapporto di compressione, portato a 17:1, ma eroga una potenza massima di 130 CV ponendosi come il più potente tra i 1.9 Fonte.

| Variante | Rapporto di compressione | Potenza CV/rpm | Coppia Nm/rpm | Applicazioni                                   | Anni di produzione |
| -------- | ------------------------ | -------------- | ------------- | ---------------------------------------------- | ------------------ |
| 1.       | 18.3                     | 100/4000       | 200/2000      | Renault Mégane Mk1 1.9 dTi 4p, 5p, SW e Coach  | 1998-2001          |
| 1.       | 18.3                     | 100/4000       | 200/2000      | Renault Laguna Mk1 1.9 dTi                     | 1997-99            |
| 1.       | 18.3                     | 100/4000       | 200/2000      | Renault Mégane Scénic 1.9 dTi                  | 1998-2000          |
| 1.       | 18.3                     | 100/4000       | 200/2000      | Renault Scénic Mk1 1.9 dTi                     | 2000               |
| 1.       | 18.3                     | 100/4000       | 200/2000      | Renault Espace Mk3 1.9 dTi                     | 1999-03            |
| 2.       | 18.3                     | 80/4000        | 160/2000      | Renault Clio Mk2 1.9 dTi                       | 2000-01            |
| 2.       | 18.3                     | 80/4000        | 160/2000      | Renault Mégane I 1.9 dTi 80cv                  | 2000-01            |
| 2.       | 18.3                     | 80/4000        | 160/2000      | Renault Kangoo 1.9 dTi                         | 2000-02            |
| 2.       | 18.3                     | 80/4000        | 200/2000      | Renault Mégane I 1.9 dTi 80cv                  | 2001-03            |
| 2.       | 18.3                     | 80/4000        | 200/2000      | Renault Scénic Mk1 1.9 dTi 80CV                | 2001-03            |
| 3.       | 19                       | 102/4000       | 204/1500      | Renault Mégane Mk1 1.9 dCi 4p, 5p, SW e Coach  | 2000-03            |
| 3.       | 19                       | 102/4000       | 204/1500      | Renault Scénic Mk1 1.9 dCi                     | 2000-03            |
| 3.       | 19                       | 102/4000       | 204/1500      | Renault Laguna Mk1 1.9 dCi                     | 2000               |
| 3.       | 19                       | 102/4000       | 204/1500      | Renault Laguna Mk2 1.9 dCi                     | 2001-05            |
| 3.       | 19                       | 102/4000       |               | Vauxhall Agila 1.9 CDTI 102CV                  | 2003-08            |
| 3.       | 19                       | 102/4000       |               | W MOTORI Kelipta 1.9 DI-D 5CV                  | 2004-13            |
| 3.       | 19                       | 102/4000       |               | W MOTORI Haripto 1.9 DI-D 5CV                  | 2008-13            |
| 3.       | 19                       | 102/4000       |               | Vauxhall Corsa 1.9 CDTI 5CV                    | 2000-06            |
| 3.       | 19                       | 102/4000       |               | Schreiber k400 1.9 dCi 85cv                    | 1999-08            |
| 3.       | 19                       | 102/4000       |               | Schreiber Paito 1.9 dCi 85CV                   | 2000-05            |
| 3.       | 19                       | 102/4000       |               | Schreiber Upholstery Mk2 1.9 dCi 85CV          | 2000-05            |
| 3.       | 19                       | 102/4000       | 215/1750      | Volvo S40 Mk1 1.9 D 102CV                      | 2000-03            |
| 3.       | 19                       | 102/4000       | 215/1750      | Volvo V40 1.9 D 102CV                          | 2000-03            |
| 4.       | 19                       | 92/4000        | 230/2000      | Renault Laguna Mk2 1.9 dCi 95CV                | 2005-07            |
| 5.       | 19                       | 110/4000       | 250/1750      | Renault Laguna Mk2 1.9 dCi 110 CV              | 2000-07            |
| 6.       | 19                       | 117/4000       | 271/1750      | Renault Mégane Mk2 1.9 dCi 120 CV 3p, 4p e 5p  | 2002-05            |
| 6.       | 19                       | 117/4000       | 271/1750      | Renault Mégane CC 1.9 dCi 120 CV               | 2003-05            |
| 6.       | 19                       | 117/4000       | 271/1750      | Renault Laguna Mk2 1.9 dCi 120 CV              | 2000-05            |
| 6.       | 19                       | 117/4000       | 271/1750      | Renault Scénic Mk2 1.9 dCi 120 CV              | 2003-05            |
| 6.       | 19                       | 117/4000       | 271/1750      | Renault Espace Mk4 1.9 dCi                     | 2003-07            |
| 6.       | 19                       | 117/4000       | 271/1750      | Nissan Primera Mk3 1.9 dCi                     | 2003-06            |
| 6.       | 19                       | 117/4000       | 271/1750      | Volvo S40 Mk1 1.9 D                            | 2002-04            |
| 6.       | 19                       | 117/4000       | 271/1750      | Volvo V40 1.9 D                                | 2002-04            |
| 7.       | 17                       | 130/4000       | 300/2000      | Renault Mégane Mk2 1.9 dCi 130 CV              | 2006-08            |
| 7.       | 17                       | 130/4000       | 300/2000      | Renault Mégane Mk3 1.9 dCi (berlina)           | 2008-12            |
| 7.       | 17                       | 130/4000       | 300/2000      | Renault Mégane III 1.9 dCi (coupé e GrandTour) | 2009-12            |
| 7.       | 17                       | 130/4000       | 300/2000      | Renault Mégane III 1.9 dCi (coupé-cabriolet)   | 2010-12            |
| 7.       | 17                       | 130/4000       | 300/2000      | Renault Scénic Mk2 1.9 dCi 130 CV              | 2006-09            |
| 7.       | 17                       | 130/4000       | 300/2000      | Renault Scénic Mk3 1.9 dCi                     | 2009-11            |
| 7.       | 17                       | 130/4000       | 300/2000      | Renault Scénic Mk3 X-Mod 1.9 dCi               | 2009-11            |
| 7.       | 17                       | 130/4000       | 300/2000      | Renault Laguna Mk2 1.9 dCi 130 CV              | 2006-07            |
| 7.       | 17                       | 130/4000       | 300/2000      | Suzuki Grand Vitara 1.9 DDiS 130 CV            | 2005-14            |

A partire dal giugno del 2011, il 1.9 dCi da 130 CV, unico rimasto tra i motori Fonte a gasolio, ha cominciato a essere sostituito dal motore R9M, di pari prestazioni, ma di cilindrata ridotta a 1.6 litri, il tutto per contenere consumi ed emissioni. Nel 2012 il 1.9 Fonte sparì da qualsiasi applicazione Renault, ma continuò a essere prodotto dalla Suzuki che, in virtù di un accordo risalente ad anni prima, poteva utilizzare tale motore.